# シェック・ウェス
カディム・ラッスル・シェイク・ファル（Khadimou Rassoul Cheikh Fall、1998年9月10日 - ）は、シェック・ウェス（Sheck Wes）のステージネームで知られるアメリカ合衆国のラッパーである。2018年の楽曲「Mo Bamba」で最もよく知られており、この曲はオンラインでバイラル・ヒットとなった後、『ビルボード・ホット100』で6位を記録した。2018年2月、ウェスはトラヴィス・スコットのCactus Jackおよびカニエ・ウェストのGOOD Musicと、インタースコープ・レコードとの共同事業としてレコード契約を結んだ。

## 生い立ち
カディム・ラッスル・シェイク・ファルは1998年9月10日、ニューヨーク市のハーレム地区でセネガル系の両親のもとに生まれた。ファルはイスラム教徒の家庭で育った。5歳の時、彼と母親はウィスコンシン州ミルウォーキーに移り、そこで9年間暮らした。14歳でニューヨークに戻った。ファルは11歳で音楽制作を始めたが、これは敵対的な環境で育った彼の困難な幼少期によるストレスを和らげるためだった。高校時代にはバスケットボールが主要な課外活動となったが、ファッションのタレントスカウトから興味を持たれ、プレーオフの試合を欠席してマディソン・スクエア・ガーデンで行われたYeezyシーズン3コレクションの発表会に参加した。

## 音楽キャリア

### 2018年–2019年：『MUDBOY』
2018年2月2日、ウェスはカニエ・ウェストのGOOD Musicとトラヴィス・スコットのCactus Jack、そしてInterscopeと契約した。ウェスはスコットの3枚目のスタジオ・アルバム『ASTROWORLD』の楽曲「No Bystanders」に、アメリカのラッパーであるジュース・ワールドと共に客演した。10月2日、ウェスは自身のデビュー・スタジオ・アルバム『MUDBOY』を告知し、そのわずか3日後にリリースされた。3月19日、ウェスはCactus Jackレーベルから新シングル「YKTS」をリリースした。

### 2019年–現在：『Hell 2 Paradise』
『MUDBOY』のリリース後、ウェスは2枚目のスタジオ・アルバムを制作中であることを発表した。2019年1月、ウェスはハワイで行われたエミネムのコンサートで、同じくアメリカのラッパーであるロジックと共オープニングアクトを務めた。7月18日、ウェスはシングル「Sadio Mane」と「Losing My Mind」をリリースした。翌7月19日には、Chase Bとヤング・サグの楽曲「Mayday」に参加した。10月31日、ミュージックビデオと共に楽曲「YKTS」をリリースした。12月27日、ウェスはCactus Jackのコンピレーション・アルバム『JackBoys』の楽曲「Gang Gang」に、ドン・トリヴァー、トラヴィス・スコット、Luxury Tax 50と共に客演した。2020年11月6日、ウェスはシングル「Rich One Day」をリリースし、2020年11月19日にはシングル「#BeenBallin」をリリースした。ウェスは2021年1月29日、レコードレーベルYSLレコーズとアメリカのラッパーYak Gottiと共に、アメリカのラッパーYung Kayoをフィーチャーした「GFU」をリリースした。これはレーベルのコンピレーション・アルバム『Slime Language 2』からのセカンドシングルである。2023年、ウェスはトラヴィス・スコットの楽曲「FE!N」のオリジナルバージョンと、映画『サーカス・マキシマス』で披露されたバージョンの両方にゲストボーカルとして参加した。

## バスケットボールのキャリア
2020年11月18日、ウェスはInstagramで2020年のNBAドラフトにエントリーしたことを表明したが、指名はされなかった。2020年11月19日、彼はLNBプロAに所属するチーム、パリ・バスケットボールに加入した。2021年5月10日、ウェスはパリ・バスケットボールと契約した。5月28日にデビューし、4分間プレーした。彼はパリ・バスケットボールでさらに2試合に出場し、在籍中の平均得点は1.3点だった。

## 法的な問題
2019年1月31日、リッジ・プロダクションズは、ウェスが彼の次期シングル「MUDBOY」のビデオ制作費の支払いを拒否したと主張した。リッジ・プロダクションズは、ウェスと彼のクルーが合意を反故にしたことを揶揄する音声を差し替えたビデオのオリジナル編集版を投稿した。2019年2月、ウェスは元パートナーである歌手のジャスティン・スカイをストーキングしている映像が撮影された。スカイがウェスから虐待を受けたと公に告白した後、ウェスの高校の元同級生たちは、彼が以前にも学校で他の女性に虐待をしていたと証言した。2019年4月、彼はソーシャルメディアのパーソナリティであるインディア・ラブと交際していた。2019年6月、ラブは破局後にウェスが彼女を虐待したことを示唆する黒い目の写真を投稿したが、後に削除した。その年の後半に、彼らは関係を修復した。2020年6月、彼らは公に口論した。ラブは「これが私たちが終わった理由よ、シェック。私が浮気したなんて人に言うのはやめて」というキャプションと共に黒い目の写真を投稿し、ウェスが彼女を虐待したことを示唆した。彼女は後にその投稿を削除した。これらの疑惑を受け、ウェスはメジャーリーグサッカーの広告キャンペーンから外された。スカイはその後、ウェスに対する接近禁止命令を申請したと報じられた。ウェスは疑惑を否定しており、起訴はされていない。スカイの一時期の恋人であったラッパーのゴールドリンクは、この虐待疑惑をめぐって公の場で繰り返しウェスを侮辱し、批判している。2020年5月21日、ウェスはニューヨークで薬物と銃の容疑で逮捕された。彼は後に釈放された。

## ディスコグラフィ

### スタジオ・アルバム
- MUDBOY（2018）

## フィルモグラフィ

### 映画
| 年   | タイトル                                 | 役名     | 備考             |
| ---- | ---------------------------------------- | -------- | ---------------- |
| 2019 | トラヴィス・スコット: Look Mom I Can Fly | 本人     | ドキュメンタリー |
| 2023 | サーカス・マキシマス                     | 本人     |                  |
| 2024 | Lake George                              | Inmate 1 |                  |